# Are You Lookin' at Me?
| Críticas profissionais | Críticas profissionais |
| Avaliações da crítica  | Avaliações da crítica  |
| Fonte                  | Avaliação              |
| ---------------------- | ---------------------- |
| allmusic               | link                   |

Are You Lookin' at Me? é o nono álbum de estúdio do cantor escocês Colin Hay, lançado em 24 de abril de 2007.

## Faixas
Todas as faixas por Colin Hay.
1. "Are You Lookin' at Me?" — 4:14
2. "Lose to Win" — 4:00
3. "Here in My Hometown" — 5:26
4. "Up in Smoke" — 3:39
5. "No One Knows" — 4:01
6. "This Time I Got You" — 4:10
7. "Lonely Without You" — 3:56
8. "What Would Bob Do?" — 4:49
9. "Pure Love" — 3:27
10. "Me and My Imaginary Friend" — 3:05
11. "Land of the Midnight Sun" — 4:30
12. "I Wish I Was Still Drinking" — 4:14